# Euxenistis amicina
Euxenistis amicina är en fjärilsart som beskrevs av Otto Staudinger 1895. Euxenistis amicina ingår i släktet Euxenistis och familjen nattflyn. Inga underarter finns listade i Catalogue of Life.